# 凤城街道 (天柱县)
凤城街道，是中华人民共和国贵州省黔东南苗族侗族自治州天柱县下辖的一个街道办事处。
2016年1月14日，贵州省人民政府批复同意天柱县部分乡镇行政区划调整，撤销凤城镇建制，设置凤城街道，街道办事处驻新区社区。

## 行政区划
凤城街道下辖以下地区：
东门社区、北门社区、南门社区、新区社区、解放村、人民村、八一村、团结村、和平村、岩寨村、教场村、南康村、雷寨村、农科村、石坪村、联山村、四甲村、八甲村、隆寨村、老寨村、福寨村、卜头甫村、坝寨村、卜头寨村和圭研村。
2019年8月8日，将凤城街道惠民社区、幸福社区、滨江社区、三星岩社区、联山村划归联山街道管辖。行政区划调整后，凤城街道辖新区社区、南门社区、东门社区、北门社区、北部社区、祥和村、润松村、乐寨村、钟鼓村、新和村、雷寨村、凤城村。